# Neteja amb cuy
La neteja amb cuy, originalment en castellà limpia con cuy, caipada, haka cupay, shoqma amb cuy (del quítxua ancashino⁣: shuqmay, que significa 'fregar') o soba amb cuy fa referència a una pràctica ritual de la medicina tradicional andina del Perú i Equador on s'utilitza un cuy (conill porquí) amb la finalitat de «netejar» o fer un diagnòstic del problema de salut en el pacient. En general, després de ser fregat sobre el cos del pacient, el remeier sacrifica i escorxa el rosegador. L'enterrament ritual del cuy és part de la cerimònia.
La caipada s'integra dins les pràctiques d'⁣extispicina (del llatí : exta = vísceres, i spícere = mirar) que s'ha donat en altres parts del món com al Pròxim Orient, l'⁣Antic Egipte i l'⁣Antiga Grècia i Roma. Des d'occident a aquest tipus de pràctica també se'n diu hieroscòpia o aruspicina.

## Rituals

### El diagnòstic
El ritual de diagnòstic de la malaltia amb el cuy varia en funció de la tradició o llinatge del curandero o curandera. S'utilitza un cuy mascle si el pacient és home i un cuy femella si és dona. En general, es prefereix un cuy de color negre, i més gran d'un mes i amb menys de 3 mesos de nascut.
L'especialista ritual, després d'unes invocacions i de vegades una neteja amb aigua infusionada amb flors o plantes medicinals (ex. ruda, ortiga o ambrosia peruviana), agafa el cuy i el comença a fregar pel cos del pacient des del cap fins als peus, o al revés, des dels peus fins al cap.
Després, el remeier o la remeiera escorxa el rosegador, retirant-li la pell amb les ungles. A la serra d'Àncash, la sang que brolla és recol·lectada en un recipient i barrejada amb aigua. L'observació de les característiques de la barreja resultant pot oferir informació sobre l'estat de salut del pacient.
Posteriorment, per a la part principal del diagnòstic, el remeier li fa un tall a l'abdomen per observar les vísceres. D'acord amb l'estat del cap, la pell, les membranes, els òrgans interns i els ossos, es fa el diagnòstic a manera d'⁣autòpsia observant si el cuy ha aconseguit absorbir algunes de les malalties o s'indiquen tractaments per restaurar la salut del pacient.

#### Altres formes de diagnòstic
El psiquiatre huarací Federico Sal i Roses va descriure una altra forma de diagnosticar malalties en el context geogràfic del Carreró de Huaylas a Áncash⁣: la qatipa, on s'endevina a través del xacxat de fulles de coca (Erythroxylum coca) i l'ús complementari del tabac (Nicotiana tabacum).

### La «neteja» amb cuy
És comú que es pugui donar la “neteja” durant el diagnòstic. La «neteja» s'entén des del curanderisme andí com la 'succió' a través del ritual de l'entitat patògena que habita al cos del pacient en el pla suprasensible i desplaçar-lo a un altre suport, en aquest cas al cuy.

#### Altres formes de «neteja»
És possible utilitzar altres elements en el ritual de neteja com plantes medicinals, un ou o una gallina en lloc d'un cuy.

## Distribució
És una pràctica del curanderisme a les regions de la costa i Andes del Perú, especialment a les regions d'⁣Àncash, Cajamarca, Junín, La Llibertat i Lambayeque. També és present a les províncies andines d'⁣Equador.
Forma part important dels rituals de la taula del nord al Perú i Equador.

## Antecedents històrics
Al segle xvi el mercedari espanyol Martín de Murúa en la seva Història General del Perú. Origen y descendencia de los incas, donde se trata, así de las guerras civiles incas, como de la entrada de los españoles esmenta l'ús dels cuys en les curacions que descriu com una «abominable manera de curar, fundada en superstició i fetilleria»:
| « | (castellà) Estos, pues, se van por los pueblos diciendo que tienen licencia de los obispos y visitadores y de los padres, y curan enfermos sobándoles las partes que les duelen y, a vueltas desto, de secreto sacrifican y con coca, sebo y cuyes, les untan el cuerpo y las piernas y chupan la parte dolorosa del enfermo, y dícenles que sacan gusanos, pedrezuelas y sangre, y se las muestran al enfermo, diciendo que se las sacaron y que ya ha salido el mal con aquello. | (català) Aquests, doncs, se'n van pels pobles dient que tenen llicència dels bisbes i visitadors i dels pares, i curen malalts sobant-los les parts que els fan mal i, a voltes d'això, de secret sacrifiquen i amb coca, sèu i cuys, els unten el cos i les cames i xuclen la part dolorosa del malalt, i els diuen que treuen cucs, pedresols i sang, i les mostren al malalt, dient que se les van treure i que ja ha sortit el mal amb allò. | » |
| — Murúa (1611-1613): folio 278r. Cap. XXVI, Historia General del Perú. Origen y descendencia de los incas, | | |   |

## Noms comuns
- Shoqma amb cuy,[25] jaca shoqpi, jaca cupé (del quítxua ancashino, haka cupay), neteja amb cuy, soba amb cuy, jubeo amb cuy, cuypichay,[9] caipada,[5] huywa (a Junín)[26]
- En aimara. wank'u yati ('el que sap el cuy')[26]

L'⁣extirpador d'idolatries Pablo José de Arriaga recull al segle xvi el nom quítxua d'hacaricuc o cuyricuc, per a l'especialista andino de la neteja amb cuy.

## Crítiques
El 13 de setembre del 2017, PETA —una organització pels drets dels animals i en contra del seu ús com a vestit, aliment i experiments— va declarar estar en contra de la pràctica tradicional descrivint el ritual com una forma «violentar un pacient i de torturar un conillet d'índies».